# Liste der Auslandsvertretungen Nicaraguas

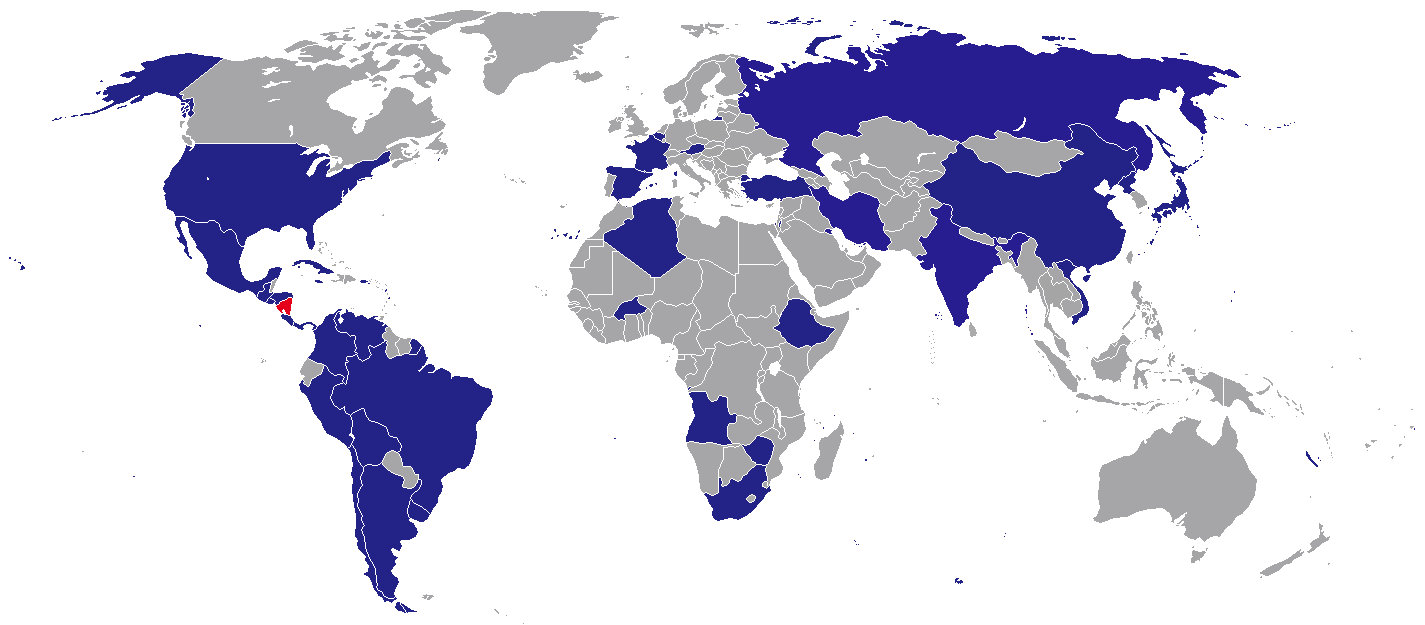
Standorte der diplomatischen Vertretungen Nicaraguas

Dies ist eine Liste der diplomatischen und konsularischen Vertretungen Nicaraguas.

## Diplomatische und konsularische Vertretungen

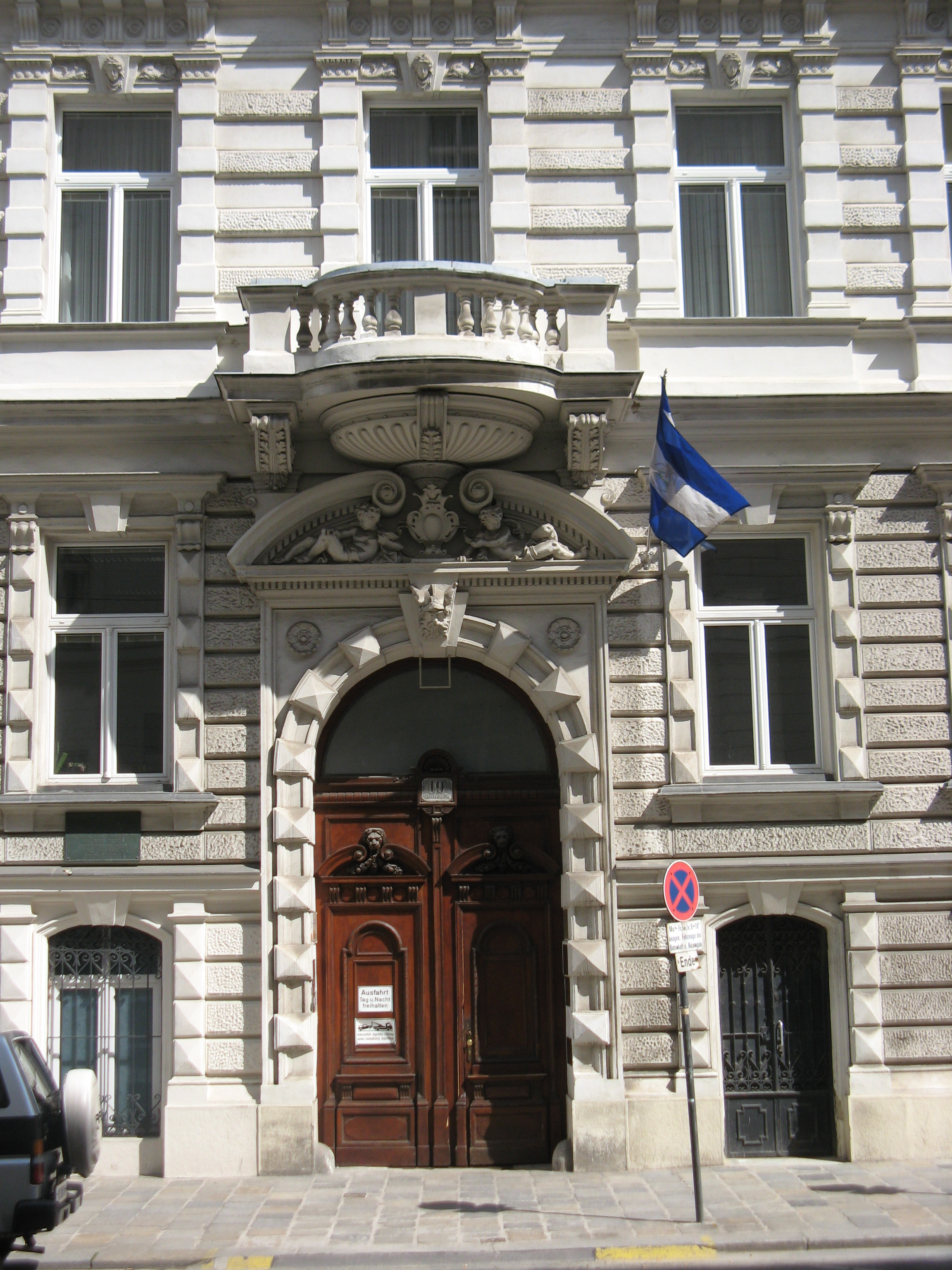
Botschaft Nicaraguas in Wien

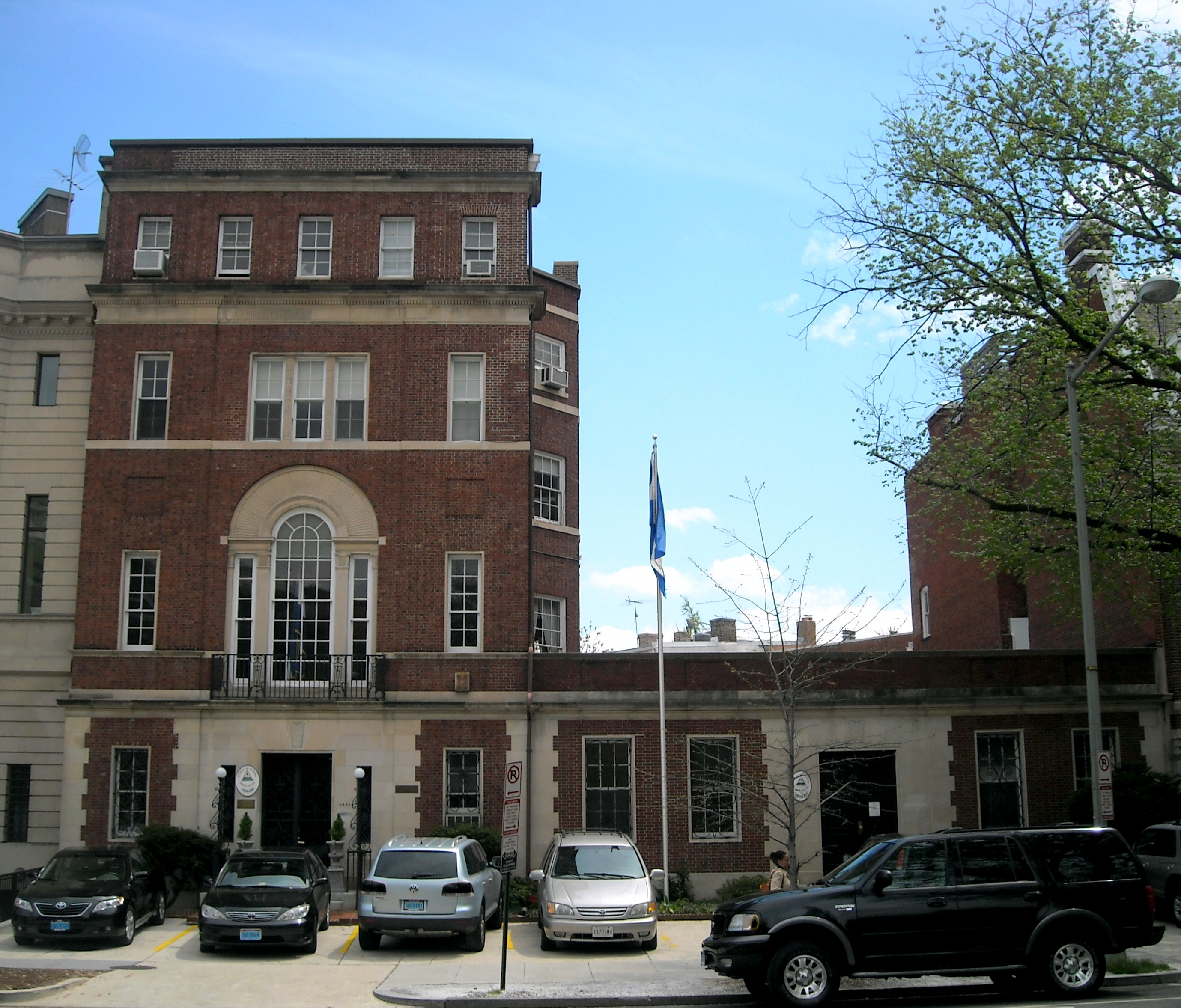
Botschaft Nicaraguas in Washington, D.C.

### Afrika
- Ägypten: Kairo, Botschaft

### Asien
| - Indien: Neu-Delhi, Botschaft - Iran: Teheran, Botschaft - Japan: Tokyo, Botschaft | - Kuwait: Kuwait, Botschaft - Südkorea: Seoul, Botschaft |

### Europa
| - Belgien: Brüssel, Botschaft - Deutschland: Berlin, Botschaft - Finnland: Helsinki, Botschaft - Frankreich: Paris, Botschaft - Italien: Rom, Botschaft - Österreich: Wien, Botschaft | - Russland: Moskau, Botschaft - Schweden: Stockholm, Botschaft - Schweiz: Genf, Generalkonsulat - Spanien: Madrid, Botschaft - Vereinigtes Königreich: London, Botschaft |

### Nordamerika
| - Belize: Belize City, Botschaft - Costa Rica: San José, Botschaft - Costa Rica: Puerto Limón, Generalkonsulat - Costa Rica: Puerto Viejo de Sarapiquí, Generalkonsulat - Costa Rica: Quesada, Generalkonsulat - Dominikanische Republik: Santo Domingo, Botschaft - El Salvador: San Salvador, Botschaft - Guatemala: Guatemala-Stadt, Botschaft - Honduras: Tegucigalpa, Botschaft - Jamaika: Kingston, Botschaft | - Kuba: Havanna, Botschaft - Mexiko: Mexiko-Stadt, Botschaft - Mexiko: Tapachula, Konsulat - Panama: Panama-Stadt, Botschaft - Vereinigte Staaten: Washington, D.C., Botschaft - Vereinigte Staaten: Houston, Generalkonsulat - Vereinigte Staaten: Los Angeles, Generalkonsulat - Vereinigte Staaten: Miami, Generalkonsulat - Vereinigte Staaten: New York, Generalkonsulat - Vereinigte Staaten: San Francisco, Generalkonsulat |

### Südamerika
| - Argentinien: Buenos Aires, Botschaft - Bolivien: La Paz, Botschaft - Brasilien: Brasília, Botschaft - Chile: Santiago de Chile, Botschaft - Ecuador: Quito, Botschaft | - Kolumbien: Bogotá, Botschaft - Peru: Lima, Botschaft - Uruguay: Montevideo, Botschaft - Venezuela: Caracas, Botschaft |

## Vertretungen bei internationalen Organisationen
- Vereinte Nationen: New York, Ständige Mission
- Vereinte Nationen: Genf, Ständige Mission
- OAS: Washington, D.C., Ständige Mission
- Europäische Union: Brüssel, Mission
- Heiliger Stuhl: Vatikanstadt, Botschaft